# Lutz-Werner Hesse
Lutz-Werner Hesse (* 30. April 1955 in Bad Godesberg) ist ein deutscher Komponist, Musikwissenschaftler und Hochschullehrer.

## Leben
Hesse studierte Schulmusik und Komposition bei Günter Fork und Jürg Baur an der Hochschule für Musik und Tanz Köln (Abschluss 1. und 2. Staatsexamen sowie Künstlerische Reifeprüfung), später noch Musikwissenschaft, Lateinische Philologie und Alte Geschichte an der Universität zu Köln. 1984 wurde er hauptamtlicher Dozent, später Professor, der Hochschule für Musik und Tanz Köln am Standort Wuppertal für die Fächer Musikwissenschaft, Musiktheorie/Tonsatz und Gehörbildung. Zwischen 2009 und 2021 war er Geschäftsführender Direktor des Standorts Wuppertal.
1998 wurde auf Hesses Initiative hin die Bergische Gesellschaft für Neue Musik (BeGNM) gegründet, deren Vorsitzender er bis zur Auflösung der Gesellschaft im Jahr 2012 war. Die BeGNM richtete in den Jahren 1999, 2001, 2004, 2006, 2008 und 2010 die Bergische Biennale für Neue Musik aus. Seit 2004 ist er Vorsitzender der Konzertgesellschaft Wuppertal, Förderverein für das Sinfonieorchester Wuppertal. Mehrfach war er in Jurys von Kompositionswettbewerben vertreten, so im Oktober 2006 beim 2nd International Mandolin Competition in Osaka, Japan. Werke erschienen bei den CD-Labels col legno, Musicaphon und ars.
Seine Arbeiten im musikwissenschaftlichen Bereich gelten vor allem den Werken der Komponisten Ralph Vaughan Williams, Edward Elgar, Carl Nielsen und Dmitri Schostakowitsch.

## Kompositorische Arbeit
Der Schwerpunkt von Hesses kompositorischer Arbeit liegt im kammermusikalischen und im orchestralen Bereich. Dabei bevorzugt er Gattungen, die auf eine reiche Tradition zurückblicken können. So gibt es mittlerweile fünf Streichquartette (das vierte mit Altsolo) und u. a. vier Sinfonien, das Konzert für Orchester und je ein Violin- und ein Hornkonzert (für Ulrike Anima Mathé bzw. Marie-Luise Neunecker komponiert) sowie ein Konzert für Mandoline und Streichorchester. Sein bisher erfolgreichstes Werk ist die Komposition Vita di San Francesco – Elf Stationen aus dem Leben des heiligen Franziskus von Assisi für Orgel und dreizehn Gongs, das über achtzig Mal aufgeführt wurde.
Hesse erhielt zahlreiche Kompositionsaufträge, wie z. B. für die Dritte Symphonie für großes Orchester und Orgel op. 34 für die 100-Jahr-Feier der Historischen Stadthalle am Johannisberg in Wuppertal sowie für die Franziskus-Visionen op. 36, ein Orchesterwerk für das Philharmonische Orchester Kiel, die Vierte Symphonie („…abhanden gekommen“) op. 47, für die Bergischen Symphoniker, die Variationen ohne Thema op. 45 für das Sinfonieorchester Wuppertal sowie Die Werkstatt der Schmetterlinge op. 58 für das Beethoven Orchester Bonn. Dabei spielen auch ungewöhnliche Besetzungen immer wieder eine Rolle wie etwa das Tubaquartett und das Zupforchester. Zum 150-jährigen Geburtstag der Dichterin Else Lasker-Schüler 2019 erhielt er einen Auftrag der Wuppertaler Bühnen für sein 2. Symphonisches Gedicht Ich habe dich gewählt… op. 82 für Sprecher, Mezzosopran, Chor, Orchester und Orgel.
Hesses Werke wurden in vielen Ländern Europas, aber auch in den Vereinigten Staaten von Amerika und in Japan aufgeführt. Die Rundfunkanstalten von WDR, SR und SWR produzierten seine Werke oder schnitten sie bei Konzerten mit.

## Ehrungen und Auszeichnungen
Mehrfach war Hesse Preisträger von Kompositionswettbewerben, so 1986 und 1987 beim „Forum junger deutscher Komponisten“ der GEMA. Im Jahr 2001 erhielt er den Preis der „Enno und Christa Springmann-Stiftung“. Die „Stiftung Kunst und Kultur“ (jetzt „Kunststiftung des Landes Nordrhein-Westfalen“) förderte 1985 die Herausgabe einer Porträt-CD, die Werke aus den Jahren 1980 bis 1995 enthält. 2024 wurde ihm von der Stadt Wuppertal der Von der Heydt-Kulturpreis zuerkannt.

## Werke (Auswahl)

### Werke für und mit Orchester
- Drei Nachtstücke für großes Orchester op. 5 (1984), UA 1984 in Darmstadt, ca. 20', [S]
- Erste Symphonie für großes Orchester op. 12 (1985), UA 1986 in Ludwigshafen, ca. 17', [S]
- Konzert für Orchester op. 13 (1986/1987), UA 1988 in Darmstadt, ca. 25', [S]
- Neue Wandererfantasie für Orchester op. 23 (1995/1996), UA 1996 in Marl, ca. 15', [S]
- Zweite Symphonie für großes Orchester op. 24 (1990/97), UA 1997 in Solingen, ca. 18', [S]
- Konzert für Horn und Orchester op. 32 (1998/99), UA 2001 in Erfurt, ca. 25', [S]
- Dritte Symphonie für großes Orchester und Orgel op. 34 „Le Tombeau de Vierne“ (1999/2000), UA 2000 in Wuppertal, ca. 50', [S]
- Scherzo für großes Orchester op. 35 (2001), UA 2001 in Mönchengladbach, ca. 12', [S]
- Franziskus-Visionen für großes Orchester op. 36 (2000/2001), UA 2001 in Kiel, ca. 20', [S]
- Konzert für Violine und Orchester op. 38 (2001/02), UA 2003 in Weimar, ca. 25', [S]
- Tian yu di – Himmel und Erde, Konzert für Zheng und Orchester op. 42 (2003), UA 2004 in Wuppertal, ca. 35', [S]
- Variationen ohne Thema für großes Orchester op. 45 (2005), UA 2006 in Wuppertal, ca. 40', [S]
- Infinite Landscape – Two Orchestral Pictures op. 44 (2004/05), UA 2005 in Sibiu/Rumänien, ca. 16', [S]
- Konzert für Mandoline und Streichorchester op. 53 (2006), ca. 20', [V&F]
- Vierte Symphonie für großes Orchester op. 47 „…abhanden gekommen“ (2006), UA 2006 in Solingen, 16', [S]
- Skytrain für sinfonisches Blasorchester (2007), UA 2007 in Düsseldorf, 4'
- „Die Werkstatt der Schmetterlinge“, Musik für Orchester nach dem Buch von Gioconda Belli op. 58, (2008) UA 2009 in Bonn, ca. 45', [S]
- „Ich habe dich gewählt…“ – Symphonisches Gedicht Nr. 2 op. 82 (2019), Texte Else Lasker-Schüler, UA 2019 in Wuppertal ca. 48', [S] zum 150. Geburtsjahr der Dichterin. CD musicaphon M55727

### Kammermusik (vokal/instrumental)
- Fünf Bagatellen für Bläserquintett op. 2 (1981), UA 1981 in Aachen, ca. 9', [B]
- Sonata piccola für zwei Gitarren op. 11(1986), UA 1986 in Saarbrücken, ca. 7', [V&F]
- Partita für Mandoline und Gitarre op. 20 (1995), UA 1995 in Wuppertal, ca. 20', [V&F]
- Sonata piccola für Mandoline und Gitarre op. 11a (1996), UA 1996 in Friedrichshafen, ca. 7', [V&F]
- Divertissement für Flöte und Gitarre op. 22 (1992/96), UA 1996 in Wuppertal, ca. 12', [V&F]
- Streichtrio op. 51 (2007) UA 2007 durch das „Neue Wuppertaler Streichtrio“ in Wuppertal, ca. 20' [M]
- Dialog für Violoncello und Orgel op. 59 (2008), UA 2008 in Remscheid, ca. 8' [M]
- Gesänge von Ferne, Konzertante Fantasie für Oboe und Streichtrio op. 64, (2010), UA 2011 in Wuppertal [M]
- Introduzione e moto perpetuo für Violine und 11 Instrumente op. 66 (2011), UA 2011 in Münster, ca. 9', [M]
- Quintett für Horn, 2 Violinen, Viola und Violoncello op. 85 (2020), UA 2022 in Wuppertal, ca. 16', [M]

### Soloinstrumente
- Monolog für Flöte op. 8 (1985), UA 1985 in Wuppertal, ca. 6', [S]
- Movimenti per chitharra op. 15 (1988, Neufassung 1992), UA 1988, Neufassung 1992 in Wuppertal, ca. 17', [V&F]
- Préludes für Mandoline solo op. 25 (1995/96), UA 1997 in Wuppertal, ca. 17', [V&F]

### Verschiedene Besetzungen
- Nacht- und Tagstücke für Zupforchester op. 31 (1998), UA 1998 in Friedrichshafen, ca. 16', [T]
- A Touch of China II op. 41 für Zheng und Zupforchester (2003), UA 2003 in Wuppertal, ca. 25', [T]
- Epitaph in memoriam Yasuo Kuwahara op. 62 für Zupforchester (2009/10), UA 2010 in Osaka/Japan, ca. 13' [T]

## Publikationen (Auswahl)
- Studien zum Schaffen des Komponisten Ralph Vaughan Williams. KBMf 134. Regensburg 1983
- Dmitri Schostakowitsch – Ein Komponist zwischen Kulturpolitik und künstlerischer Selbstbehauptung. In: Musik und Bildung 1/1984
- Elgar, Delius und Holst. In: Musica 4/1984
- Schostakowitsch und Mahler. In: Bericht über das Internationale Dmitri-Schostakowitsch-Symposion Köln 1985. Hrsg.: Klaus-Wolfgang Niemöller und Vsevolod Zaderackij. KBMf 150. Regensburg 1986
- Manfred Trojahn. 2. Symphonie. In: Melos 4/1986
- Ein Beitrag zur Geschichte der europäischen Symphonik. Ralph Vaughan Williams zum 30. Todestag. In: Das Orchester 5/1989
- Metamorphose und Durchführung. Anmerkungen zu Carl Nielsens 4. Symphonie op. 29 „Das Unauslöschliche“. In: Das Orchester 1/1990
- Notation. In: Katja Kölle. Farbnotationen – Klanginstallationen. Flensburg/Kiel 1991/92
- Vaughan Williams, Ralph. In: Weber, Horst (Hrsg.) Metzler Komponisten Lexikon. Stuttgart/Weimar 1992
- Sinfonisches Spätwerk? Einige Anmerkungen zu den Orchesterwerken von Jürg Baur. In: Jürg Baur – Aspekte seines Schaffens. Hrsg.: Lutz-Werner Hesse, Armin Klaes und Arnd Richter. Wiesbaden 1993
- Paul Hindemiths drei Klaviersonaten von 1936. In Musica 6/1995
- Zeitgenössische Kammermusik mit Gitarre. Drei Werke von Eisler, Kuwahara und Pearson. In: Fritsch, Rolf (Hrsg.): 1. Gitarren-Symposium 1994. Schriftenreihe „Aus der Arbeit der Bundesakademie“ Bd. 21. Trossingen 1995
- Spätwerk (Einführungstext zum Kammermusikzyklus mit Werken von Beethoven und Schubert der Konzertgesellschaft Wuppertal 1997)